# Decaisnea
Decaisnea é um género botânico pertencente à família Lardizabalaceae.

## Espécies
- Decaisnea fargesii
- Decaisnea insignis